# Nikolaikapelle (Hannover)
Citada por primera vez en 1284, la Nikolaikapelle (capilla de San Nicolás) en Hannover se encuentra desde la Edad Media junto al St. Nikolai-Friedhofs (cementerio de San Nicolás). La iglesia era una colegiata donde los enfermos y pobres eran cuidados. El bombardeo de Hannover destuyeron el muro exterior de la iglesia. en 1943. En los años 50 la nave principal fue demolida y una gran avenida construida en su lugar. De las ruinas se conservó el coro de 1325, como recuerdo del edificio más antiguo de Hanóver y como memorial de la última guerra. 

## Historia
La Nikolaikapelle, dedicado a San Nicolás de Bari, fue nombrada por primera vez en 1284 como "capella leprosorum extra muros" (capilla para leprosos extramuros). Al encontrarse fuera del recinto amurallado, sirvió para atander a enfermos de peste, lepra y también a pobres. Tras la reforma protestante del siglo XVI el edificio sirvió como capilla del cementerio, que hoy se ha convertido en un parque. En el siglo XIII quedó pegada a la parte exterior del muro de la ciudad.

## Segunda Guerra Mundial y posguerra
En 1943 la capilla fue dañada por un bombardeo aliado. Tan sólo el muro exterior permaneció en pie. En 1953 se derribó la parte más grande del edificio, la nave principal, debido a que una calle de cuatro carriles y una rotonda se construirían en este espacio. A día de hoy, los restos se limitan al coro gótico delantero y la capilla delantera. Esta parte del edificio, construida en piedra caliza, data del año 1325.
Hoy la capilla está rodeada de lápidas en un espacio similar a un parque, que hasta 1866 fue el cementerio de la iglesia. El muro exterior está formado en parte por lápidas de los siglos XVI-XVIII en buen estado. Junto a los restos de los muros pasa la calle Goseriede, que lleva hasta la rotonda de Klagesmarkt.

## Galería

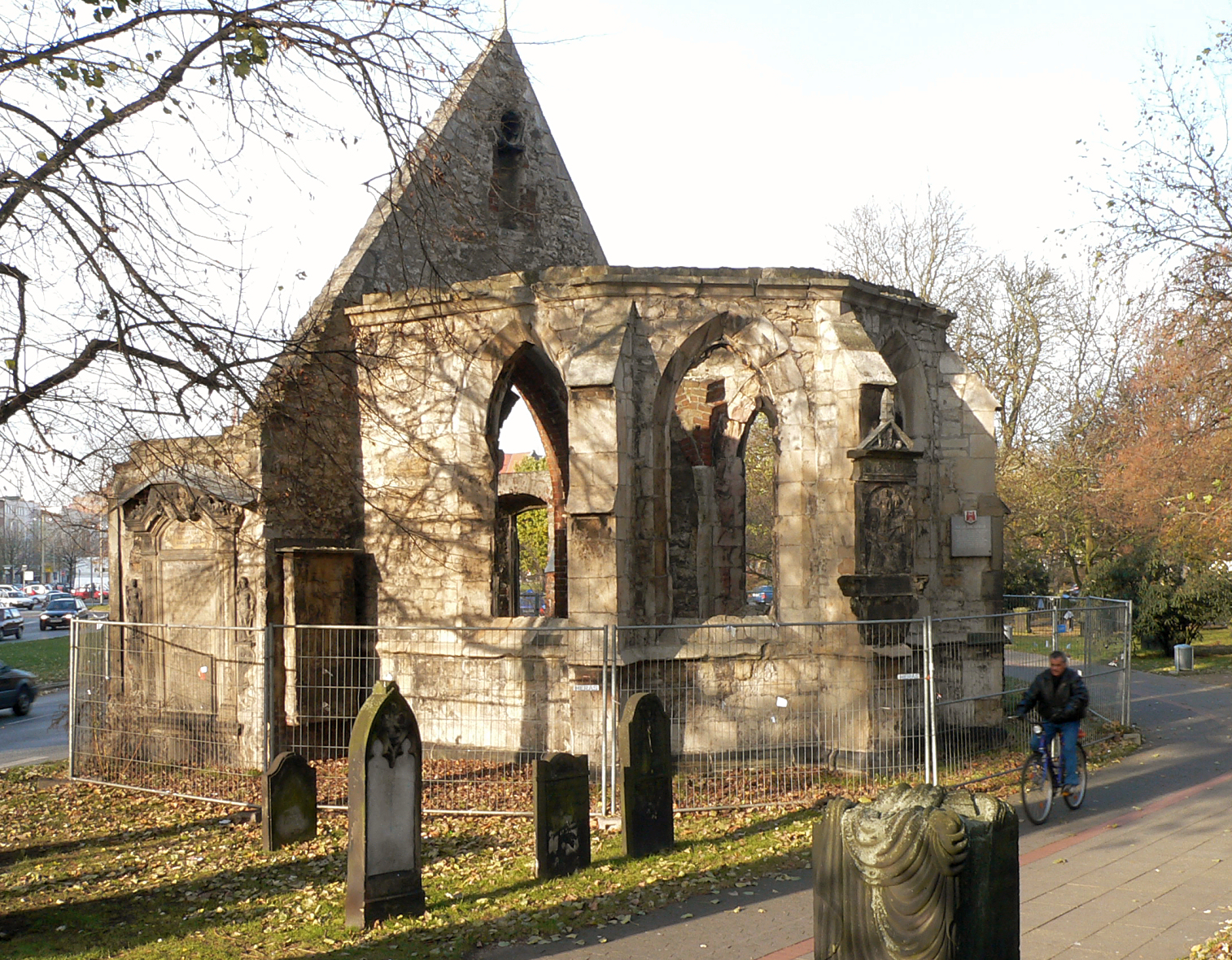
Ruinas de la Nikolaikapelle, a la izquierda restos de la nave principal y en el centro el coro
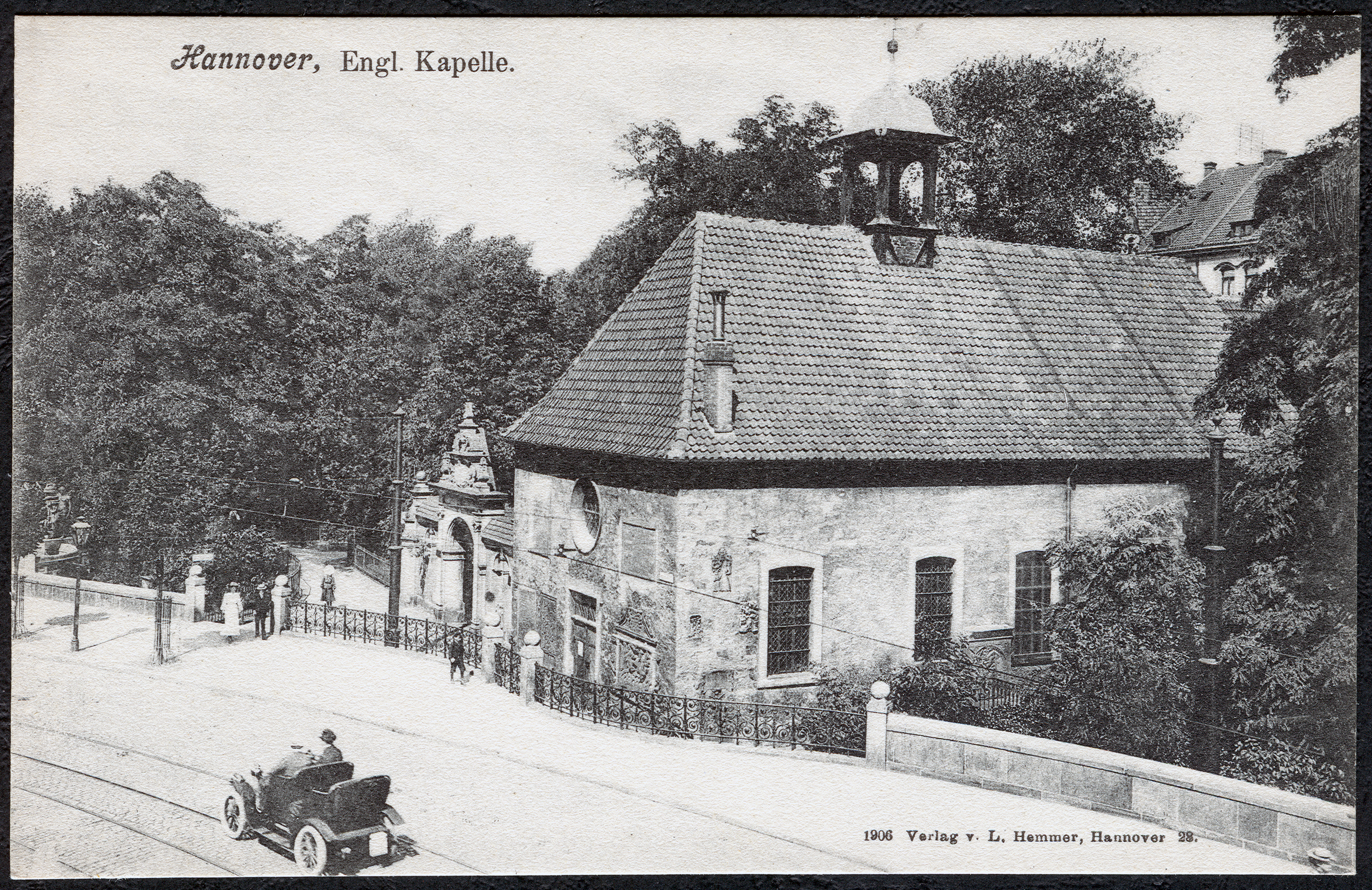
en 1906
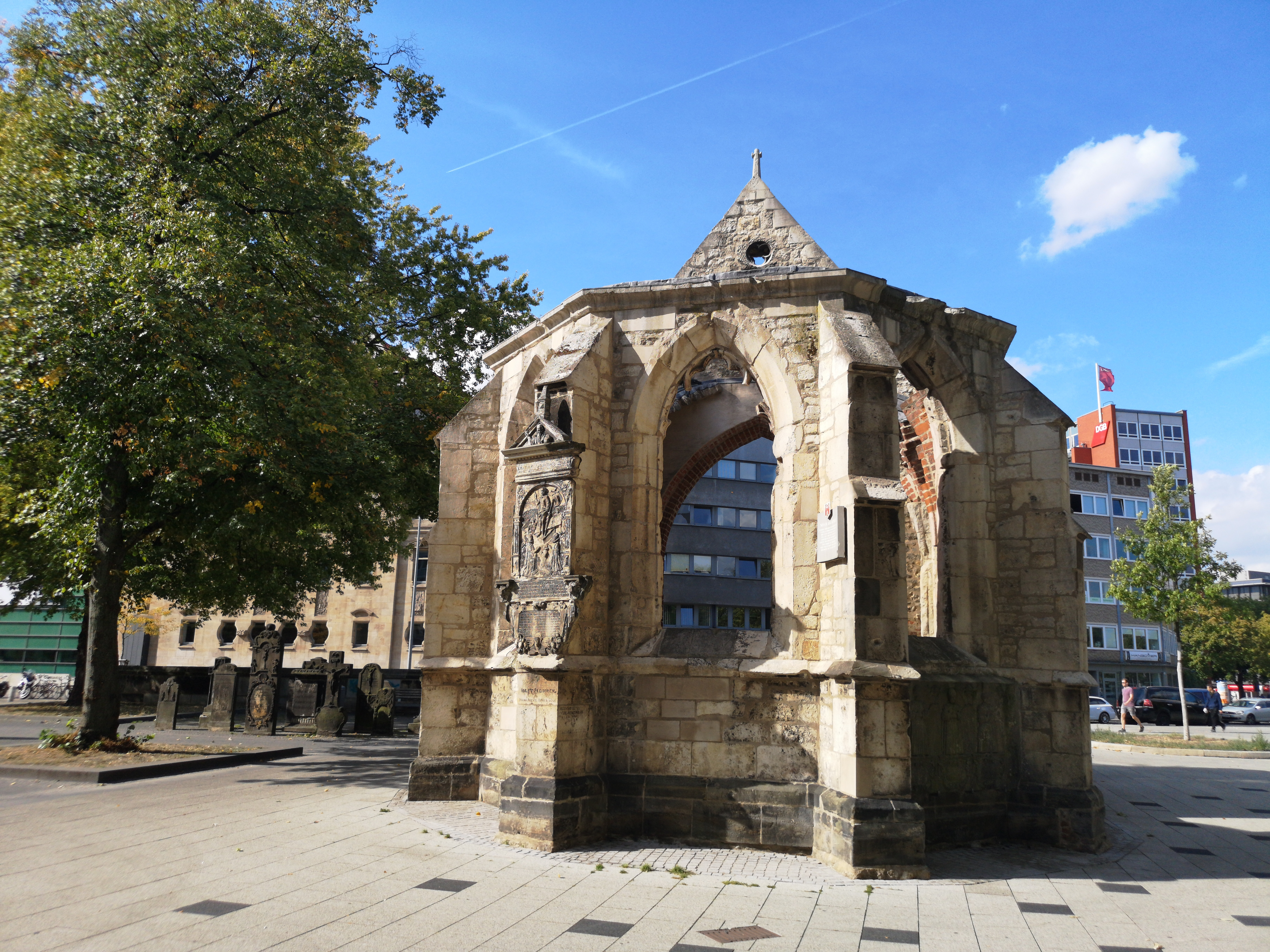
en 2018